# Drilliidae
Drilliidae es una familia taxonómica de caracoles marinos de porte diverso. Los mismos son moluscos gasterópodos marinos de la superfamilia Conoidea perteneciente al orden Hypsogastropoda.

## Subdivisiones
- Acinodrillia
- Agladrillia
- Austroclavus
- Bellaspira Conrad, 1868
- Brachytoma
- Brephodrillia
- Calliclava
- Cerodrillia
- Clathrodrillia
- Clavus
- Crassopleura
- Cymatosyrinx
- Douglassia
- Drillia Gray, 1838
- Elaeocyma
- Fenimorea
- Globidrillia
- Imaclava
- Iredalea Oliver, 1915
- Kylix
- Leptadrillia
- Neodrillia
- Orrmaesia
- Paracuneus
- Plagiostropha
- Sediliopsis
- Spirotropis Sars, 1878
- Splendrillia
- Syntomodrillia
- Tylotiella